# Caulibugula aspinosa
Caulibugula aspinosa är en mossdjursart som beskrevs av Shunsuke F. Mawatari 1956. Caulibugula aspinosa ingår i släktet Caulibugula och familjen Bugulidae. Inga underarter finns listade i Catalogue of Life.